# Eperjesy Ferenc (apát)
Eperjesy Ferenc (Tiszanána, 1814. november 1. – Eger, 1890. március 14.) apát, egri kanonok.

## Élete
Középiskoláit Egerben végezte s 1831-ben növendékpap lett; 1837-ben misés pappá szenteltetett; káplán volt Keresztespüspökiben, Kistályán és Árokszálláson 1841-ig, midőn a monostori közbirtokosság megválasztotta lelkészévé. De nyolc év mulva szakított a lelki pásztorkodással és az egri lyceumban a történelmet adta elő. 1852-ben polgári plébános, 1856-ban alesperes és 1877-ben szabolcsi főesperes lett. 1879-ben apáttá, 1888. február 16. pedig valóságos kanonokká neveztetett ki. Az 1870. autonomiai congressuson ő is jelen volt mint az egri egyházmegye papságának egyik küldötte. Itt elfoglalt álláspontját jelezte a kerületekhez intézett köriratában és annak érdekében egyik gyűlésen beszédet is mondott. Alig költözött Egerbe, betegeskedni kezdett; 1890-ben szélütés érte s azon év március 18. meghalt.

## Munkái
Egy protestáns gondolatai az egyesülésre felhivó pápai kibocsátvány fölött. Baumstark Reinhold után magyarította. Eger, 1869.
Kéziratban: Chateaubriand Vértanúi.
Értekezései a Hirnökben (1841. A török basáknak a jászberényi előljárókhoz intézett leveleiknek ismertetése), a Közleményekben (1841. Töredék naplómból, regényes utirajz a Fel-Dunán), a Religió és Nevelésben (1841. Négy lengyel nemes felirata Dunin poseni érsek ügyében, ford., 1845. A monostori egyház multjára vonatkozó adatok, 1846. Vázlatok a katholicismus és protestantismus életköréből, Korunk felsőbb kritikájának állása a Sveidler Mária-féle boszorkányperrel megvilágítva, A bibliai fensőbb criticának állása a protestáns Némethonban), a P. Naplóban (Az 1863–64. éhinségről, A Tisza áradásának és veszélyeinek okairól), a P. Hirnökben (1865. A tiszadobi Széchenyi-emlék felavatása), a Falusi Gazdában (1862. Az urnak egy munkás szolgája s annak eredménydús működése, Egy kevés figyelmet Fiume felé), a Kertész Gazdában (1866. Trieszt-fiumei utam vázlata, kapcsolatban borkivitelünk utjának egyengetéséről); irt még az Idők Tanujába, a M. Államba (1870. A vallás-, tanulmányi- és egyetemi alap ugyanazon jogi természettel bir, czikksorozat, 1871. Hangok Ghyczy K. febr. 16. tartott beszédére), az Egri Egyházm. Közlönybe s az Elemi Tanügybe. A Kath. Lelkipásztor c. folyóiratnak is munkatársa volt.